# Cojolapa
Cojolapa är en ort i Mexiko.   Den ligger i kommunen Tamazunchale och delstaten San Luis Potosí, i den sydöstra delen av landet, 200 km norr om huvudstaden Mexico City. Cojolapa ligger 184 meter över havet och antalet invånare är 816.
Terrängen runt Cojolapa är kuperad åt sydväst, men åt nordost är den platt. Runt Cojolapa är det ganska tätbefolkat, med 86 invånare per kvadratkilometer. Närmaste större samhälle är Tamazunchale, 9,6 km väster om Cojolapa. I omgivningarna runt Cojolapa växer huvudsakligen savannskog.